# FK Szaturn Moszkovszkaja Oblaszty
Az FK Szaturn Moszkovszkaja Oblaszty (oroszul: Футбольный клуб "Сатурн" Московская область, magyar átírásban: Futbolnij Klub Szaturn Moszkovszkaja Oblaszty) megszűnt orosz labdarúgócsapat Ramonszkojéban, Oroszországban. 
A klub a felhalmozott hatalmas adósságai miatt 2011 januárjában megszűnt.

## Külső hivatkozások
- Az FK Szaturn hivatalos oldala (oroszul)